# Tapeinosperma deroinii
Tapeinosperma deroinii är en viveväxtart som beskrevs av Maurice Schmid. Tapeinosperma deroinii ingår i släktet Tapeinosperma och familjen viveväxter. Inga underarter finns listade i Catalogue of Life.